# Православие в Бельгии
Православие — одна из шести официальных конфессии Королевства Бельгия. По оценкам 2010 года, четвертая по числу последователей конфессия после католичества, ислама и протестантизма. Православие на 2010 год исповедуют около 80 тысяч жителей Бельгии, что составляет около 1% населения. Действуют приходы шести юрисдикций — Константинопольской, Русской, Сербской, Румынской, Грузинской, Болгарской.
С 1985 года православие, согласно законодательству Бельгии, есть одна из признанных государством конфессии страны. Православные приходы имеют право на получение материальной поддержки из государственного бюджета. Всех православных — независимо от юрисдикционной принадлежности — перед государством представляет правящий епископ (экзарх) Константинопольского патриархата.

## Христианство I тысячелетия
К середине IV века на востоке современной Бельгии имелась христианская епархия Тонгра, которую возглавлял епископ Серватий. Массовая христианизация бельгийских земель осуществлялась в VII—VIII веках. Среди миссионеров особо выделяются Аманд, вошедший в историю как «просветитель Бельгии», Элигий, епископ Утрехтский Виллиброрд, святой Румбольд Мехеленский и епископ Льежский Губерт. К середине VIII века на землях современной Бельгии было основано 48 аббатств, сыгравших большую роль в утверждении христианства.

## Современное состояние

### Константинопольский Патриархат
Бельгийская митрополия Константинопольского патриархата была создана в 1963 году путём выделения из Галльской митрополии. С ноября 2013 года правящий архиерей — Афинагор (Пекстадт).
К бельгийской митрополии относятся 28 приходов.

### Русская православная церковь
Первый приход Русской православной церкви в Бельгии был открыл в 1862 году при Российской императорской миссии в Брюсселе. Число приходов и православных верующих в Бельгии заметно возросло после революции 1917 года.
В 1936 году Константинопольский патриарх, которому тогда подчинялся Западноевропейский экзархат русских приходов, учредил Бельгийскую епархию. Первым её архиепископом стал Александр (Немоловский) (1936—1960), в 1945 году вместе с епархией перешедший в Московский Патриархат. В 1960—1985 архиепископом Брюссельско-Бельгийским был Василий (Кривошеин), с 1987 года по сей день — Симон (Ишунин).
К Брюссельской и Бельгийской епархии Московского Патриархата относятся 12 приходов (4 — в Брюсселе, а также в городах Антверпен, Лёвен, Лувен-ля-Нёв, Льеж, Мехелен, Монс, Намюр, Остенде,  Турне, Шарлеруа, Кортрейк и деревне Леглиз) и 2 монастыря в деревнях Первейзе и Тразеньи. Богослужение ведется на церковно-славянском, нидерландском, французском, английском языках.
Кроме того, в Бельгии действуют 2 прихода Русской православной церкви заграницей, относящиеся к Лондонской и Западно-Европейской епархии и 4 прихода в юрисдикции Архиепископии западноевропейских приходов русской традиции.

### Грузинская православная церковь
К Грузинской православной церкви относятся 2 прихода — в Брюсселе и Антверпене, относящиеся к Бельгийской и Голландской епархии. Настоятель — епископ Досифей (Богверадзе).

### Болгарская православная церковь
В Брюсселе находится приход святого Климента Охридского, относящийся к Западноевропейской архиепископии БПЦ. Настоятель — протоиерей Димитр Димитров.

### Сербская православная церковь
В Брюсселе находится приход святого Саввы Сербского, относящийся к Западноевропейской епархии СПЦ. Настоятель — протоиерей Иаков Маркович.

### Румынская православная церковь
Румынская православная церковь имеет 13 приходов на территории Бельгии, находящихся под юрисдикцией митрополита Парижского и Западноевропейского.